# 페이 화이트
페이 데버라 화이트(영어: Faye Deborah White, 1978년 2월 2일 ~ )는 잉글랜드의 전직 여자 축구 선수로 선수 시절 포지션은 수비수였다.

## 클럽 경력
서리주 홀리 출신인 페이 화이트는 10세 시절에 오빠가 속해 있던 축구 클럽인 홀리 타운의 훈련 과정에 참가하면서 선수 생활을 시작했으며 3년 동안에 걸쳐 자신의 오빠와 동료들과 함께 축구를 즐겼다. 13세 시절에 소녀 축구 훈련 과정에 합류하기로 결정했고 호셤 레이디스 유스 팀에서 활동하게 된다. 14세 시절에는 호셤 레이디스 리저브 팀으로 승격되었고 16세 시절에는 잉글랜드 여자 축구 국가대표팀의 훈련 과정에 참여했다.
페이 화이트는 1996년에 아스널에 합류한 이후에 아스널에서 주전 중앙 수비수로 활약했으며 1996-97 FA 여자 프리미어리그 내셔널 디비전 시즌에서 아스널의 우승에 기여했다. 1997-98 시즌에서는 아스널의 FA 여자컵 우승, FA 여자 프리미어리그컵 우승에 기여했고 같은 시즌에서 여자 프리미어리그 올해의 선수로 선정되는 영예를 안았다.
페이 화이트는 아스널 소속으로 활동하던 동안에 2차례의 십자 인대 부상을 포함한 수많은 부상을 입었음에도 불구하고 31개의 주요 대회 트로피를 수집했을 정도로 큰 성공을 기록했다. 아스널의 FA 여자 프리미어리그 내셔널 디비전 10회 우승, FA 여자컵 9회 우승, FA 여자 프리미어리그컵 6회 우승, FA 여자 커뮤니티 실드 4회 우승에 기여했으며 아스널의 2006-07 UEFA 여자컵(현재의 UEFA 여자 챔피언스리그) 시즌 우승, 2011 FA 여자 슈퍼리그 시즌 우승에 기여했다.

## 국가대표 경력
페이 화이트는 19세 시절이던 1997년 3월 9일에 열린 스코틀랜드와의 친선 경기에 처음 출전하면서 잉글랜드 여자 축구 국가대표팀 선수로 데뷔했으며 독일에서 개최된 UEFA 여자 유로 2001, 잉글랜드에서 개최된 UEFA 여자 유로 2005에 참가했다. 2002년 7월 23일에 열린 나이지리아와의 친선 경기에서 처음으로 잉글랜드 여자 축구 국가대표팀 주장을 맡았다.
페이 화이트는 중국에서 개최된 2007년 FIFA 여자 월드컵에 참가한 잉글랜드 여자 축구 국가대표팀의 주장을 맡으면서 잉글랜드의 8강전 진출에 기여했다. 미국과의 8강전 경기에서는 전반전 10분에 미국의 애비 웜백의 팔꿈치에 받혀 코가 부러지는 부상을 당하고도 경기에 출전했으나 잉글랜드가 미국에 0-3 패배를 기록하여 탈락하는 것을 막지 못했다.
페이 화이트는 핀란드에서 개최된 UEFA 여자 유로 2009에 참가한 잉글랜드 여자 축구 국가대표팀의 주장을 맡았다. 핀란드와의 8강전 경기에서는 광대뼈가 부러지는 부상을 당하여 수술을 받았고 6일 만에 보호용 얼굴 마스크를 쓰고 경기에 출전했다. 잉글랜드는 독일과의 결승전 경기에서 2-6 패배를 기록하면서 준우승을 차지했다.
페이 화이트는 독일에서 개최된 2011년 FIFA 여자 월드컵에 참가한 잉글랜드 여자 축구 국가대표팀의 주장을 맡으면서 잉글랜드의 8강전 진출에 기여했다. 프랑스와의 8강전 경기에서는 잉글랜드의 5번째 승부차기 키커로 나섰으나 실축했고 잉글랜드는 프랑스에 전후반 및 연장전 1-1, 승부차기 3-4 패배를 기록하면서 탈락하고 말았다.

## 사생활
2012년 4월에 무릎 수술을 받고 회복 중이었던 페이 화이트는 2012년 런던 하계 올림픽에 참가할 영국 여자 축구 국가대표팀 명단 발표를 앞둔 상황에서 임신 사실을 발표하고 국가대표팀에서 은퇴하기로 결정했다. 2013년 3월에는 소속 팀이던 아스널에서 은퇴하기로 결정했다. 페이 화이트는 2012년에 첫째 아들인 루커스(Lukas)를 출산했고 2016년에는 둘째 아들인 제이크(Jake)를 출산했다.
페이 화이트는 잉글랜드 서리주에 위치한 라이게이트 칼리지에 재학했고 2010년에 새로운 스포츠 센터를 열기 위해 돌아왔다. 2013년에는 하트퍼드셔 대학교에서 명예 학위를 수여받았다. 페이 화이트는 잉글랜드 런던에서 열린 2012-13 UEFA 챔피언스리그 결승전 홍보 대사로 활동했으며 영국에서 가장 큰 스포츠 자선 단체인 풋볼 파운데이션의 홍보 대사로도 활동했다. 그 외에 FA 여자 슈퍼리그 소속 여자 축구 클럽인 아스널에서 마케팅 담당자, 스포츠 마사지 치료사로도 활동했다.
페이 화이트는 2007년에 잉글랜드의 여자 축구에 헌신한 공로를 인정받아 영국 왕실로부터 새해를 맞이하기 위한 차원에서 대영 제국 훈장을 받았으며 2015년에는 잉글랜드 국립 축구 박물관에 의해 잉글랜드 축구 명예의 전당에 이름을 올렸다. 페이 화이트는 영국 방송 협회(BBC), 스카이 스포츠, 유로스포츠, BT 스포츠, FATV, 라디오 5 라이브의 텔레비전·라디오 축구 해설자, 스튜디오 전문가로 활동하면서 폭넓은 미디어 활동을 통해 여자 축구의 발전을 도모했다.

## 수상

### 클럽
아스널
- FA 여자 프리미어리그 내셔널 디비전 10회 우승 (1996-97, 2000-01, 2001-02, 2003-04, 2004-05, 2005-06, 2006-07, 2007-08, 2008-09, 2009-10)
- FA 여자 슈퍼리그 1회 우승 (2011)
- FA 여자컵 9회 우승 (1997-98, 1998-99, 2000-01, 2003-04, 2005-06, 2006-07, 2007-08, 2008-09, 2010-11)
- FA 여자 프리미어리그컵 6회 우승 (1997-98, 1998-99, 1999-2000, 2000-01, 2004-05, 2008-09)
- FA 여자 커뮤니티 실드 4회 우승 (1999-2000, 2001-02, 2004-05, 2005-06)
- UEFA 여자컵(UEFA 여자 챔피언스리그) 1회 우승 (2006-07)

### 국가대표
- UEFA 여자 유로 2009 준우승

### 개인
- 1997-98 FA 여자 프리미어리그 올해의 선수 선정